# Brancaccio-Ciaculli
Brancaccio-Ciaculli è il dodicesimo quartiere di Palermo, inserito nella II Circoscrizione.
Si tratta di un quartiere di grande espansione, che comprende le vaste aree industriali e residenziali di Brancaccio e le località di Ciaculli e Croceverde-Giardina, ampie zone agricole dove si coltiva il mandarino tardivo, situate a sud-est alle pendici del Monte Grifone. Nel quartiere sorgono inoltre i depositi della società comunale degli autobus urbani, l'AMAT, e quelli della società comunale per lo smaltimento dei rifiuti, la RAP. 
Il 15 settembre 1993 il quartiere divenne tristemente noto per l'uccisione del parroco Don Pino Puglisi, da anni impegnato nella lotta alle famiglie mafiose locali. 

## Geografia fisica
Brancaccio-Ciaculli sorge tra la parte centrale della città e la sua periferia sud-est. 
Confina:
- A nord con il quartiere Settecannoli
- A nord-ovest con il quartiere Oreto-Stazione
- A ovest con il quartiere Villagrazia-Falsomiele
- A est con il comune di Villabate
- A sud con Monte Grifone

Data la ricchezza di sorgenti d'acqua, il territorio, che oggi si presenta come un popoloso quartiere cittadino, era in origine una delle terre più fertili della Conca d'Oro. Gli insediamenti residenziali costruiti a partire dal secondo dopoguerra hanno occupato una parte significativa della campagna, che rimane ad ogni modo preservata in prossimità delle antiche borgate, in cui molti terreni hanno mantenuto una destinazione agricola.  

## Origini del nome
Il quartiere prende il nome dal governatore di Monreale Don Antonio Brancaccio, nobile di origine napoletana. I Brancaccio possedevano numerosi terreni nella contrada e fu Don Antonio che nel 1747 fece erigere la chiesa di S. Anna, successivamente divenuta chiesa di S. Gaetano da Thiene. 
Il nome Ciaculli deriva invece dal siciliano ciaca, che significa pietra, in ragione della presenza di piccole pietre che rotolavano dalle alture del Monte Grifone dopo le piogge. 

## Storia

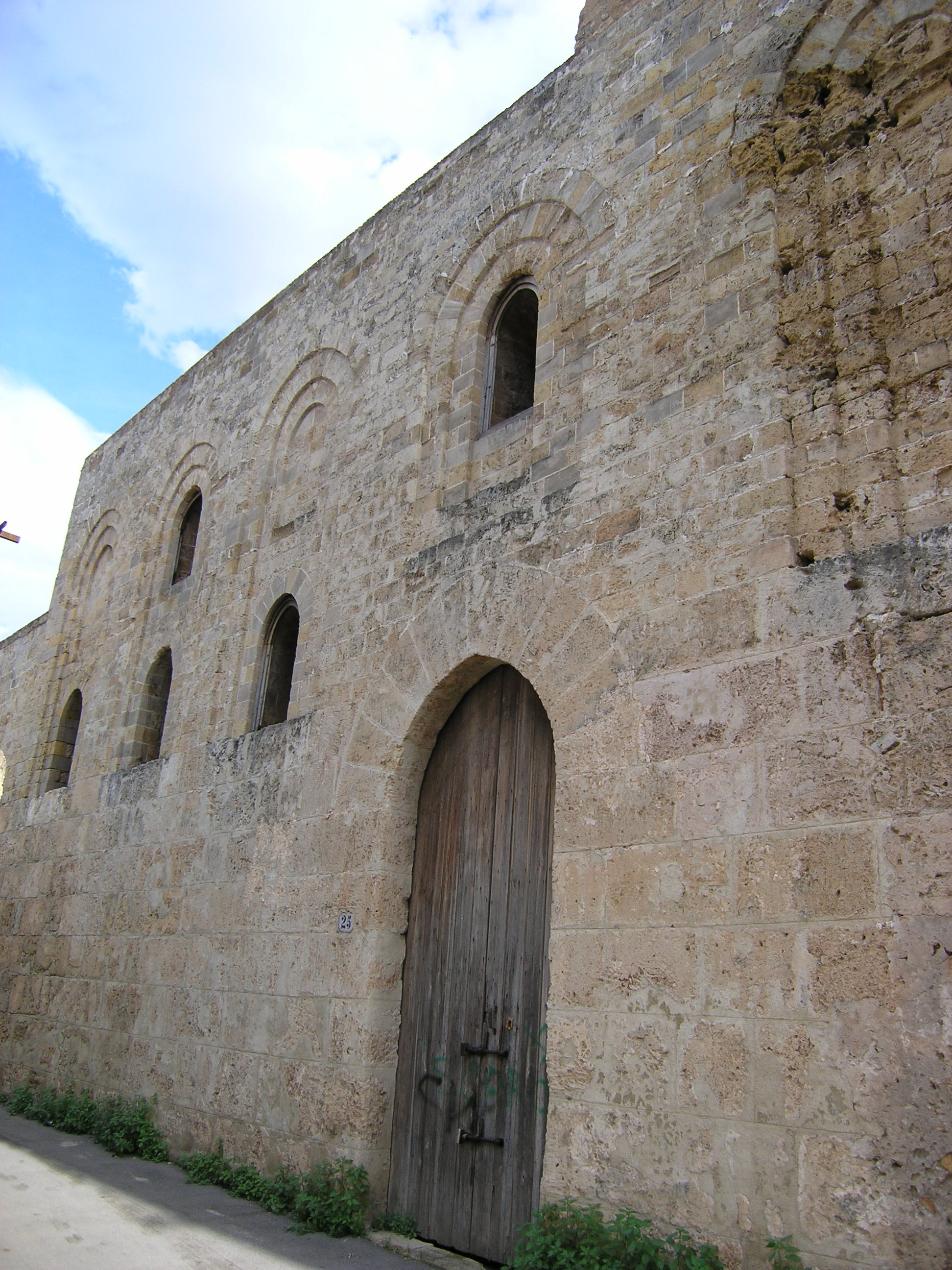
Ingresso del castello di Maredolce

Durante la dominazione islamica della Sicilia, il territorio compreso nel quartiere venne interessato dalla monumentale opera dei Qanat, una rete di canali sotterranei costruiti dagli arabi per trasportare l'acqua per l'irrigazione nei territori più aridi. In tale area sorse inoltre il Parco della Favara, che intorno all'anno 1000 fu residenza dell'emiro Ja'far al-Kalbi II. Nel XII secolo, per volere del sovrano normanno Ruggero II, fu realizzato nel sito un lago artificiale ricoprente un'area di circa 17 ettari, estesa fino ai piedi del Monte Grifone, al cui interno si trovava un'isola - una sorta di oasi - colma di palme da dattero. Il parco comprendeva inoltre un palazzo, o solatium, per lo svago estivo del re: il Castello di Maredolce. Il complesso della Favara rappresenta oggi un importante esempio di architettura arabo-normanna. 
Già dall'epoca medioevale la zona di Brancaccio, che coincideva con un feudo noto come "Cassarorum", contava una moltitudine di bagli agricoli, alcune ville e una torre. Nel corso del XVIII secolo, grazie alla fondazione delle aree di villeggiatura e di sperimentazione agricola nelle campagne che circondavano le antiche mura cittadine, si svilupparono le borgate agricole di Ciaculli, Brancaccio, Croceverde Giardini e Conte Federico, quest'ultima così chiamata in ragione dei numerosi possedimenti agrari della famiglia aristocratica Federico. In quell'epoca i terreni erano coltivati prevalentemente a vigneto e il vino rosso locale aveva raggiunto un'eccellente fama nel territorio dell'attuale provincia palermitana. 
Con il piano regolatore di Palermo del 1962 l'area subì un'ulteriore evoluzione e venne coinvolta dalla frenesia edilizia con cui si incrementò in modo esponenziale la densità abitativa della città, che nel secondo dopoguerra iniziò ad ospitare le famiglie delle campagne rimaste prive di dimora a causa della distruzione portata dal conflitto. Era altresì necessario costruire nuove abitazioni per gli abitanti dei quartieri del centro storico devastati dai bombardamenti di Palermo. La periferia sud venne designata come l'area in cui edificare i nuclei residenziali destinati ai lavoratori meno abbienti e, per tale motivo, in alcune zone tra cui Brancaccio e Ciaculli sorsero nuovi quartieri, composti sia da agglomerati di edilizia residenziale pubblica che da condomini privati. Questa porzione della città venne tuttavia interessata dalle attività dei clan mafiosi, che approfittando dell'isolamento di certe zone e delle condizioni di povertà diffuse, così come del generale disinteresse delle istituzioni rispetto allo sviluppo di servizi efficienti nel quartiere, riuscirono a radicarsi nel territorio. 
Nel 1990, il parroco Pino Puglisi - appena assegnato alla chiesa di San Gaetano a Brancaccio - iniziò la sua lotta contro le famiglie legate all'organizzazione criminale di Cosa nostra, strappando dalla morsa della mafia numerosi giovani del quartiere che senza il suo aiuto sarebbero stati sfruttati dai clan per le piccole rapine e lo spaccio di stupefacenti. Le costanti denunce e le attività di riqualifica del territorio da parte di padre Puglisi iniziarono a risultare un concreto intralcio per gli affari dei mafiosi, che iniziarono ad effettuare una serie di minacce senza tuttavia riuscire a demolire la forza di volontà dell'uomo di fede, che nel gennaio del 1993 portò a termine i lavori per il centro Padre Nostro di Brancaccio. Il sacerdote verrà assassinato nel giorno del suo 56º compleanno, il 15 settembre 1993, davanti al portone di casa sua, in piazzale Anita Garibaldi (nella stessa Brancaccio), per mano dei killer Salvatore Grigoli e Gaspare Spatuzza, ingaggiati dai capomafia Filippo e Giuseppe Graviano.  
Nonostante le attività di diverse associazioni per la nobilitazione del quartiere, Brancaccio-Ciaculli rimane tutt'oggi un'area critica, in cui in certe zone persistono condizioni di disagio economico e sociale. Il degrado e l'abbandono di molte infrastrutture, la povertà educativa registrata nei nuclei con le minori disponibilità finanziarie e il generale senso di abbandono manifestato dagli abitanti continuano infatti a favorire l'infiltrazione della criminalità organizzata, la diffidenza nei confronti delle istituzioni, oltre che gli episodi di vandalismo e aggressioni perpetrati dalle baby gang.

## Monumenti e luoghi d'interesse

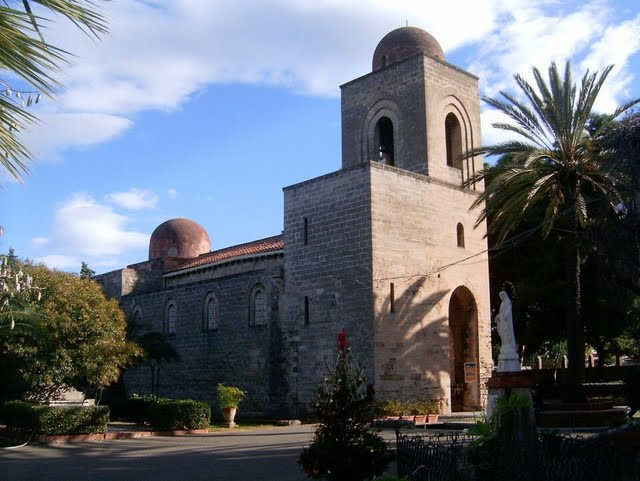
Chiesa di San Giovanni dei Lebbrosi

### Architetture religiose
- San Gaetano Maria del Divino Amore, in via Brancaccio 260.
- Maria Santissima delle Grazie, in via Conte Federico 235.
- San Giovanni dei Lebbrosi, in Corso dei Mille 384.
- Santissimo Salvatore, in Corso dei Mille 751.
- Santissimo Crocifisso, in via Ciaculli 365. (Località Ciaculli)

### Architetture civili
- Castello di Maredolce, in vicolo del Castellaccio 23/25.

### Aree naturali
- Parco della Favara, in vicolo del Casteldaccio. Il restauro del parco è attualmente in corso[6], anche se, per il momento, sembra sia stato abbandonato il progetto di ripristino del lago, che era stato auspicato fra l'altro con il coinvolgimento del liceo scientifico "E. Basile", che si trova all'interno del quartiere[7].

## Geografia antropica
In ragione della notevole estensione dell'area, la struttura urbana del quartiere Brancaccio-Ciaculli appare eterogenea e al suo interno sono distinguibili contesti morfologici e sociali differenti. 
Le vecchie borgate che si trovano in prossimità della strada provinciale per il comune di Belmonte Mezzagno, le cui rispettive zone risultano ai giorni nostri quasi commiste, hanno mantenuto buona parte dell'antica configurazione e presentano tutt'oggi le caratteristiche proprie dei piccoli centri rurali, con un'edilizia disordinata e composta da costruzioni che nel corso del tempo si sono affiancate le une alle altre. La borgata di Ciaculli ha subito un mutamento più visibile a causa degli insediamenti di case popolari destinate alle famiglie meno abbienti della zona. In questa parte del territorio sono presenti anche villette monofamiliari e strutture condominiali di recente costruzione. 
La zona di Brancaccio, per la maggiore vicinanza con la città rispetto agli altri siti, ha attraversato un processo di trasformazione più incisivo al fine di uniformarsi quanto più possibile ai quartieri del centro urbano. I connotati di borgata agricola sono stati eliminati per far posto a diversi condomini, divenuti la nuova casa di numerose famiglie provenienti dal centro storico nel secondo dopoguerra. Tuttavia, persiste un certo isolamento rispetto al centro cittadino e Brancaccio è oggi considerato, insieme agli altri quartieri residenziali della zona sud, un'area di estrema periferia.   

## Infrastrutture e trasporti

### Strade
L'arteria principale del quartiere è la via Emiro Giafar, che rappresenta al tempo stesso una delle principali arterie d'accesso alla zona sud di Palermo. Tale strada è interessata da un traffico intenso, sia per i veicoli che dall'autostrada entrano in città, sia per i TIR in transito, data la vicinanza del deposito ferroviario. 
In prossimità di Brancaccio corre il raccordo tra la circonvallazione di Palermo e l'autostrada A19: il collegamento tra quest'ultima e il quartiere è un'opera rimasta incompiuta per molti anni e a cui si sono interessati, in diverse occasioni, diversi programmi televisivi interessati a denunciare i casi di cattiva amministrazione, tra cui Striscia la notizia. Nel 2022 è stato avviato un ulteriore progetto per la realizzazione dello svincolo. 

### Mobilità urbana
Il quartiere è interessato dal servizio ferroviario metropolitano, che fa sosta nella stazione denominata Stazione di Palermo Brancaccio - scalo civile e merci - e in futuro anche dalla costruenda fermata Brancaccio Residenziale. È inoltre servito dalle linee autobus urbane 210, 224, 237 e 243 dell'azienda municipalizzata AMAT. Attualmente sono in corso i lavori per l'annessione alla Linea 1 del tram di Palermo. 